# 홀로 있는 사람들
《홀로 있는 사람들》은 언니네이발관의 6번째 정규 음반이다. 2017년 6월 1일 발매되었다.
음반 발매에 앞서 〈혼자 추는 춤〉이 싱글로 발매되었다.

## 수록곡
| #  | 제목                                    | 재생 시간 |
| -- | --------------------------------------- | --------- |
| 1. | 〈너의 몸을 흔들어 너의 마음을 움직여〉 |           |
| 2. | 〈창밖엔 태양이 빛나고〉                |           |
| 3. | 〈누구나 아는 비밀〉 (with 아이유)      |           |
| 4. | 〈마음이란〉                            |           |
| 5. | 〈애도〉                                |           |
| 6. | 〈나쁜 꿈〉                             |           |
| 7. | 〈영원히 그립지 않을 시간〉             |           |
| 8. | 〈홀로 있는 사람들〉                    |           |
| 9. | 〈혼자 추는 춤〉                        |           |